# Llac Dilolo
El llac Dilolo està situat a la província de Moxico, al país africà d'Angola, a una altitud mitjana de 1.098 metres sobre el nivell del mar. És el major llac angolès, sent un punt turístic important per a la província de Moxico. A l'àrea circumdant es troba el llac Cameia i el Parc Nacional de Cameia.

## Clima
Setembre és el mes més calorós amb una temperatura mitjana de 32 °C a migdia. Juliol és el mes més fred amb una temperatura mitjana de 8.1 °C de nit. No existeixen estacions diferents al llarg de l'any, sent una temperatura relativament constant, però canvia dràsticament durant la nit, i durant uns quants dies la temperatura pot arribar a ser tan baixa que es congeli el llac.